# Théâtre des Bouffes du Nord

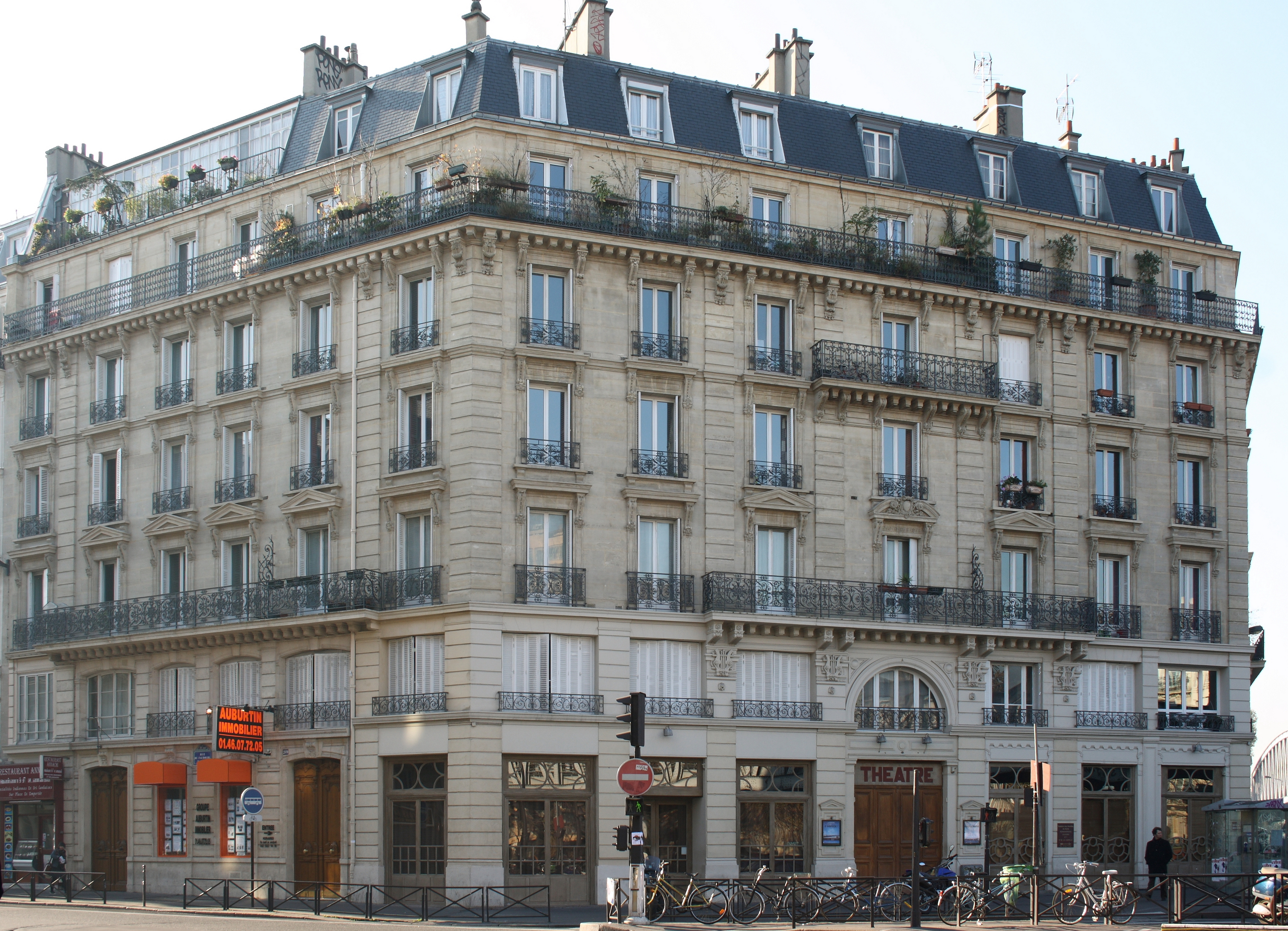
Théâtre des Bouffes du Nord

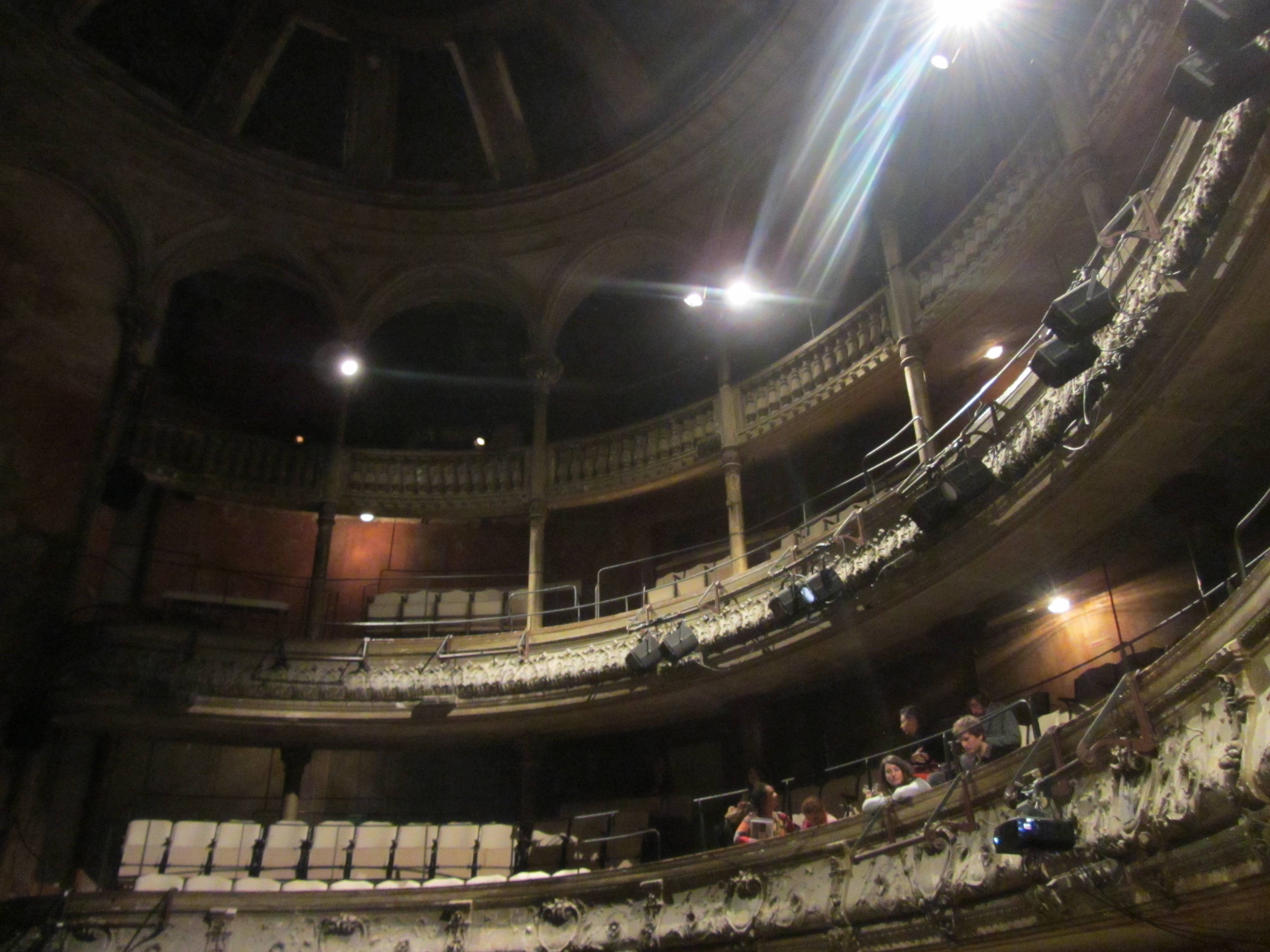
Balcons

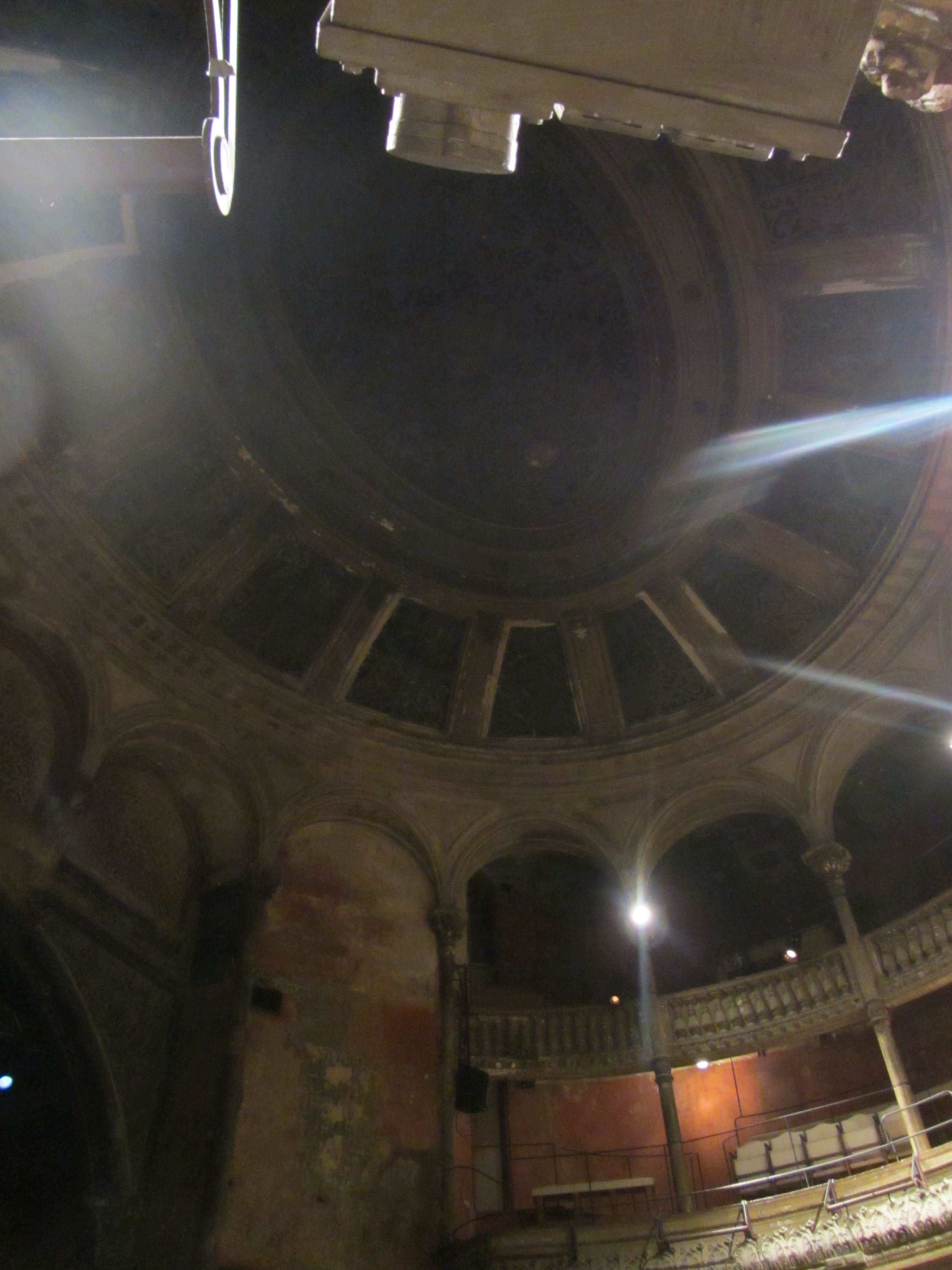
Plafond

Das Théâtre des Bouffes du Nord ist ein Theater in Paris, das sich neben der Gare du Nord befindet.
Das 1876 eröffnete Theater mit 530 Sitzplätzen wurde nach den Plänen des französischen Architekten Émile Leménil auf einem Gelände errichtet, auf dem ursprünglich eine Kaserne hätte gebaut werden sollen. In den ersten zehn Jahren hatte es mindestens fünfzehn künstlerische Leiter, deren bemerkenswerteste Olga Léaud war, die das Theater nach dem Ausfall einer Produktion übernommen hatte. Das Theater wurde 1885 kurze Zeit wiederbelebt als Ballett-Theater, doch diese Ausrichtung wurde bereits 1886 wieder aufgegeben. Dann wurde es von zwei Schauspielern, Emmanuel Clot und G. Dublay, geleitet.
Im Jahre 1904 wurde es vollständig restauriert, neu gestrichen und elektrifiziert. Es wurde in Théâtre Molière, das nicht mit dem historischen Théâtre Molière zu verwechseln ist, umbenannt, und Arthur Bernède und Gaston Leroux begannen, Stücke dafür zu schreiben. Wie viele andere Pariser Theater wurde es im August 1914 geschlossen.
Bis 1974 wurde das Theater von vielen verschiedenen Unternehmen verwendet, aber keines war in der Lage, es zu renovieren und den aktuelleren Sicherheitsstandards anzupassen.
Der britische Regisseur Peter Brook übernahm die Leitung 1974 und siedelte dort seine Theatergruppe an. Nach 34 Jahren gab Brook sein Theater in jüngere Hände.

## Repertoire
Théâtre Molière
- 1893: Rosmersholm von Henrik Ibsen, Regie: Aurélien-Marie Lugné-Poe
- 1893: Ein Volksfeind von Henrik Ibsen, Regie: Lugné-Poe
- 1893: Einsame Menschen von Gerhart Hauptmann, Regie: Lugné-Poe
- 1894: L'Araignée de cristal von Rachilde, Regie: Lugné-Poe
- 1894: Au-delà des forces von Bjørnstjerne Bjørnson, Regie: Lugné-Poe
- 1894: Nuit d'avril à Céos von Gabriel Trarieux, Regie: Lugné-Poe
- 1894: L'Image de Maurice Beaubourg, Regie: Lugné-Poe
- 1894: Baumeister Solness von Henrik Ibsen, Regie: Lugné-Poe

Théâtre des Bouffes-du-Nord
- 1932: Miracle à Verdun von Hans Chlumberg, 13. Oktober
- 1932: Le Train blindé n° 14-69 von Vsevolod Ivanov, 5. November
- 1932: Acide prussique von Friedrich Wolf, 30. November
- 1932: Les Surprises du divorce vaudeville von Alexandre Bisson, Dezember

- 1943: La chanteuse Damia tient la vedette de plusieurs soirées de music-hall

Théâtre des Carrefours
- 1945: L'Invasion von Léonid Léonov mit Daniel Ivernel und Michel Piccoli, (Stalinpreis 1944), 25. Mai
- 1945: Les Bouches inutiles von Simone de Beauvoir, Regie: Michel Vitold, 30. Oktober
- 1946: Winterset von Maxwell Anderson, Bearbeitung: Marcel Achard mit Daniel Gélin und Louis de Funès und Le Roi sans amour von Paul Mourousy, 27. Januar
- 1946: Le Marchand d'étoiles von Geneviève Serreau, Regie: Jean-Marie Serreau
- 1946: La Triste fin d'Aman le Terrible von Haïm Slovès, Regie: O. Fessier
- 1946: Le Couché de la mariée comédie en 3 actes von Félix Gandéra
- 1946: La Strasbourgeoise von Albert Sablons, Regie: René Marjolle und Raoul Marco, November
- 1946: Le Roi sans amour von Paul Mourousy, Regie: Robert Favart, Dezember

- 1950: Charles Béal, propose une reprise de Ces dames aux chapeaux verts nach dem gleichnamigen Roman von Germaine Acremant, mit Alice Tissot und Armand Bernard, Dezember

Théâtre des Bouffes-du-Nord
- 1974: Wiedereröffnung des Theaters mit Timon von Athen, Bearbeitung: Jean-Claude Carrière, Regie: Peter Brook, 15. Oktober
- 1978: La troupe du théâtre du Bilboquet dirigée par Jean-Michel Dagory interprète une pièce sur le football Penalty von Gareth Owen mit u. a. Sylvie Flepp, Pierre Frenkiel, Patrick Chanot devant l’équipe de France, April

- 1986: André Marcon interprète de Valère Novarina Les Bouffes aux animaux, 10. Oktober
- 1986: Geschichte der Magd Zerline von Hermann Broch, Regie: Klaus Michael Grüber, mit Jeanne Moreau, 5. Dezember
- 1989: Zizi Jeanmaire, Regie: Roland Petit
- 1992: Ruy Blas von Victor Hugo, Regie: Georges Wilson, mit Lambert Wilson
- 1993: Régine
- 1995: Catherine Ribeiro, Februar

- 2001: Michel Portal, November
- 2002: Werner Güra, 30. April
- 2002: Les Têtes Raides, Sommer
- 2002: Die Möwe von Anton Tschechow, Regie: Philippe Calvario
- 2003: Arthur H, 12. Juli
- 2004: Dominique A, 26. Juni
- 2004: Roberto Zucco von Bernard-Marie Koltès, Regie: Philippe Calvario, mit Xavier Gallais, Florence Giorgetti
- 2005: Damien Saez, 22. bis 26. Juni
- 2005: Groß und klein von Botho Strauß, Regie: Philippe Calvario, mit Anouk Grinberg
- 2007: Je tremble (1) von Joël Pommerat
- 2007: AaRON, 16. bis 19. Mai
- 2008: Bérénice von Racine, Regie: Lambert Wilson, mit Carole Bouquet, Lambert Wilson, Fabrice Michel, Georges Wilson, Michel Baumann
- 2008: Damien Saez, 25. und 26. Juni
- 2008: Diane Dufresne im November, pour une série événement de neuf concerts piano-voix
- 2009: Onkel Wanja von Anton Tschechow, Regie: Claudia Stavisky, 3. April
- 2011: Gustav Leonhardt Abschiedskonzert seiner Karriere am 12. Dezember 2011
- 2012–2013: Molly Bloom nach Ulysses von James Joyce, mit Anouk Grinberg in Zusammenarbeit mit Marc Paquien und Blandine Masson
- 2019: Simplement compliqué (Einfach kompliziert) von Thomas Bernhard, Regie: Georges Wilson

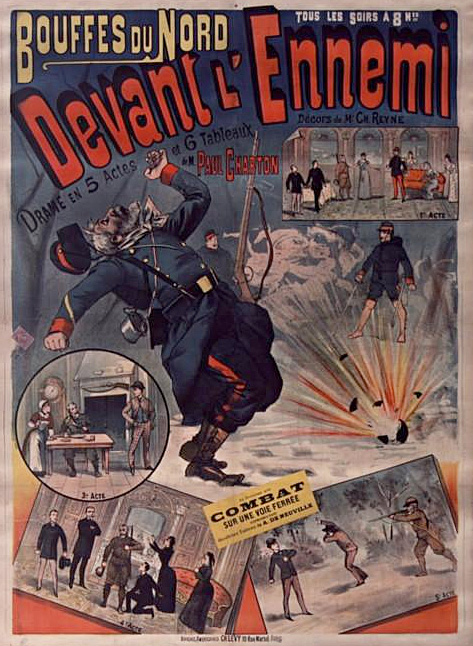
Devant l'ennemi (1880)
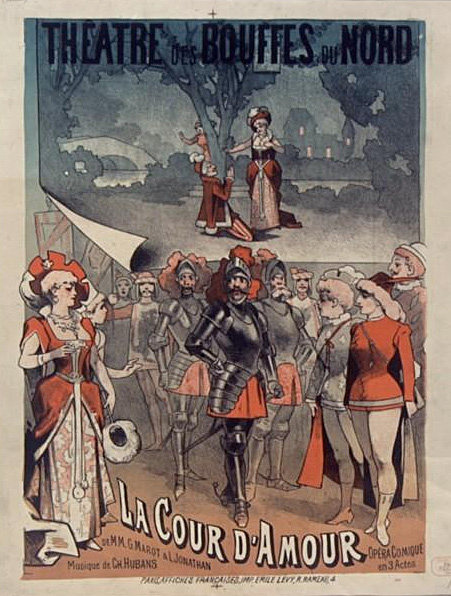
La Cour d'amour (1885)
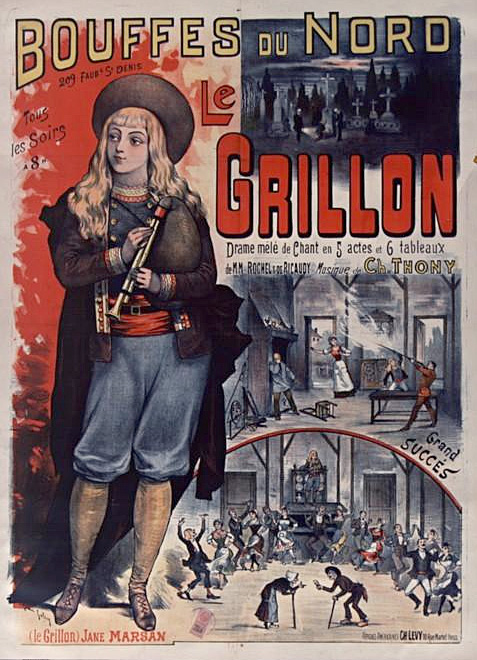
Le Grillon (1890)
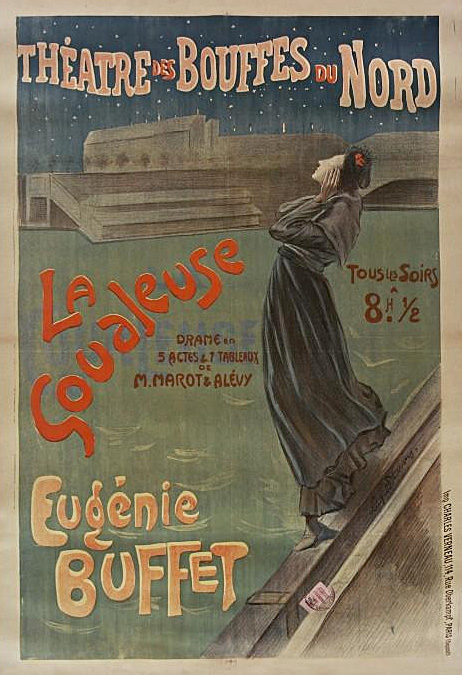
La Goualeuse (1900)